# Макалам Лејк (Илиноис)
Макалам Лејк (енгл. McCullom Lake) град је у америчкој савезној држави Илиноис.

## Демографија
По попису из 2010. године број становника је 1.049, што је 11 (1,1%) становника више него 2000. године.
| Група             | 2000.       | 2010.       |
| Белци             | 975 (93,9%) | 900 (85,8%) |
| Афроамериканци    | 9 (0,9%)    | 6 (0,6%)    |
| Азијати           | 3 (0,3%)    | 2 (0,2%)    |
| Хиспаноамериканци | 44 (4,2%)   | 130 (12,4%) |
| Укупно            | 1.038       | 1.049       |